# Julien Lamour
Julien Lamour, né le 24 juin 1982, est un joueur de pétanque français. 

## Biographie
Il est droitier et se positionne en milieu. A Cancale (Ille-et-Vilaine) le boulodrome porte son nom.

## Clubs
- ?-? : Saint-Jacques pétanque (Ille-et-Vilaine)
- ?-? : Jeanne d'Arc de Rennes (Ille-et-Vilaine)
- ?-2002 : La Chapelle-des-Fougeretz (Ille-et-Vilaine)
- 2003-2004 : PAC des Sources Le Mans (Sarthe)
- 2005-2006 : Club Rocher Le Mans (Sarthe)
- 2007 : UP Saint-Georges-sur-Loire (Maine-et-Loire)
- 2008-2012 : Les boulistes d'Avrillé (Maine-et-Loire)
- 2013-2015 : Tourriers (Charente)
- 2016 : Royan pétanque (Charente-Maritime)
- 2017-2019 : Oléron pétanque élite (Charente-Maritime)
- 2020-2023 : Romans pétanque (Drôme
- 2024- : Trégueux Pétanque (Côtes d'Armor)

## Palmarès[2]

### Jeunes

#### Championnats de France
Champion de France
- Triplette Juniors 1999 (avec Stéphane Capella et Franck Coupe)

### Séniors

#### Championnats du Monde
Champion du Monde
- Triplette 2005 (avec Simon Cortes, Henri Lacroix et Philippe Suchaud) :  Équipe de France

#### Jeux mondiaux
Vainqueur
- Doublette 2009 (avec Damien Hureau) :  Équipe de France

#### Championnats de France
Champion de France
- Triplette 2003 (avec Bruno Rocher et Bruno Le Boursicaud) : PAC des sources Le Mans

#### Coupe de France des clubs
Finaliste
- 2019 (avec (Charlotte Darodes, Audrey Viaules, Philippe Quintais, Jérémy Darodes, Richard Feltain, Damien Hureau et Lahatra Randriamanantany) : Oléron pétanque élite

#### Masters de pétanque
Vainqueur
- 2001 (avec Christophe Hureau, Damien Hureau et Patrick Vilfroy) : Equipe Hureau
- 2004 (avec Bruno Rocher, Damien Hureau et Bruno Le Boursicaud) : Equipe Rocher

Finaliste
- 2007 (avec Sylvain Dubreuil, Simon Cortes et Damien Hureau) :  Équipe de France A

Troisième
- 2003 (avec Farid Bekra, Stéphane Dath, Bruno Le Boursicaud, Sylvain Dubreuil et Jérôme Pizzolato) :  Équipe de France Espoirs

#### Millau

##### Mondial à pétanque de Millau (2003-2015)
Vainqueur
- Triplette 2004 (avec Eric Sirot et Bruno Le Boursicaud)

### Records
- Exhibition tir : codétenteur du record du monde de tir des 1 000 boules en une heure. Le 10 mai 2011 à Dreux : Les tireurs : Stéphane Robineau (93 tirées), Damien Hureau (91), Philippe Quintais (94), Kévin Malbec (81), Christophe Sévilla (84), Philippe Suchaud (86), Julien Lamour (84), Michel Loy  (83), Dylan Rocher (89) et Christian Fazzino (91). Soit 876 sur 1 000 en 53 minutes et 25 secondes.